# Christian Marquis
Christian Marquis, né le 20 octobre 1953 à Avignon, est un rameur d'aviron français.  

## Carrière
Il commence l'aviron en 1973 à la société Nautique d'Avignon où il est entrainé par René Duhamel (aviron). 

## Palmarès

### Jeux olympiques
- 4e en quatre de couple à Moscou 1980

### Championnats du monde d'aviron
- Médaille d'argent en quatre de couple aux Championnats du monde d'aviron 1978 à Hamilton.
- Médaille de bronze en quatre de couple aux Championnats du monde d'aviron 1979 à Bled

### Jeux méditerranéens
- Médaille d'or en quatre de couple en 1979 à SPLIT

### Internationaux de France d'Aviron
- Médaille d'argent en 4 de pointe sans barreur en 1977derrière la Bulgarie qui s'impose en 5'48''45. Le bateau français fait 5'54'22 devant l'Italie en 5'57"69.
- Médaille d'or en 4 de couple avec Basset, JR.Peltier, et R.Weill en  6′ 19″ 06 devant 2 autres bateaux français en 1978.
- Médaille d'or en 4 de couple avec R.Weil, JR. Peltier et C. Imbert en 1979
- Médaille d'or en 4 de couple avec R.Weil, JR. Peltier et C. Imbert en 1980 en 6'12"18 devant la Bulgarie en 6'17"50 et l'Espagne en 6'17"73.

### Championnats de France d'aviron
- Médaille d'or en huit de point avec barreur en 1975
- Médaille d'or en 4 de point sans barreur et en 4 de point avec barreur en 1976
- Médaille d'or en 4 de point sans barreur en 1977